# Binnensalzstelle

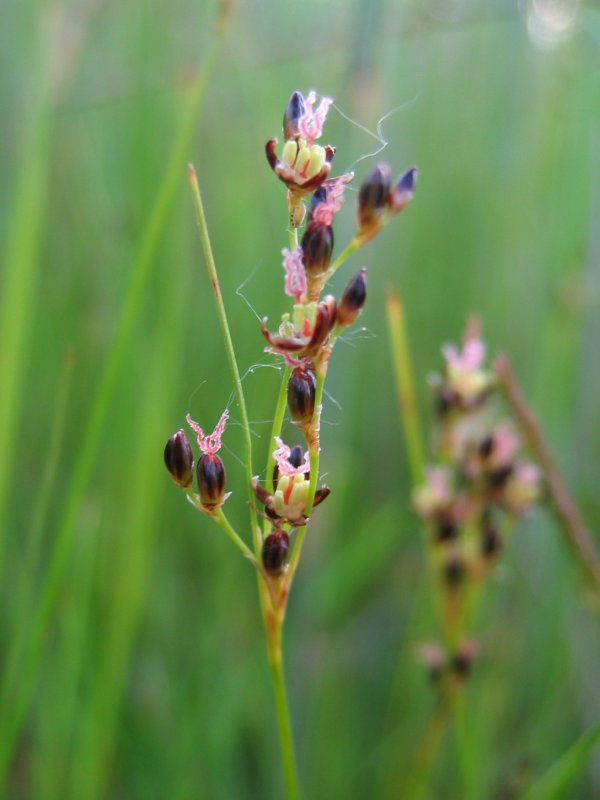
Typische Zeigerpflanze für eine Binnensalzstelle: Salz-Binse

Eine Binnensalzstelle ist eine Stelle, an der im Binnenland salzhaltiges Wasser an die Oberfläche tritt. In der Regel bilden sie sich dort, wo Grundwässer salzhaltige Einlagerungen anlösen und dann als Solen hervortreten. Teilweise entstehen Binnensalzstellen auch in der Folge des Bergbaus entlang des Rands der Abraumhalden ehemaliger Kaliwerke, so etwa die Binnensalzstelle am Kaliwerk Ronnenberg.
In einem solchen Bereich entwickelt sich eine für das Binnenland untypische, salzliebende (halophile oder halotolerante) Flora, wie man sie aus Küstengebieten kennt. Typische Zeigerpflanzen sind beispielsweise Strand-Milchkraut, Salz-Binse, Strand-Dreizack, Gewöhnliche Strandsimse und Strandaster. Spezialisierte Tiere gibt es demgegenüber kaum. Meist sind es Insektenarten. Zu nennen sind der Wiener Sandlaufkäfer und der Gallrüsselkäfer.
Beispiele für durch Binnensalzstellen beeinflusste Habitate sind die Salzstelle bei Hecklingen, die Salzstellen bei Sülldorf, die Salzwiese Seckertrift, die Salzwiese Barnstorf und die Todtlaake. Aufgrund ihres außergewöhnlichen Charakters und ihrer speziellen Flora sind Binnensalzstellen oftmals als Schutzgebiete ausgewiesen.